# 다중 사용자 온라인 롤플레잉 게임
다중 사용자 온라인 롤플레잉 게임(Multiplayer Online Role Playing Game, MORPG)은 온라인 롤플레잉 게임의 일종이다.
여러 명의 사용자가 동시에 게임에 접속하여 플레이하는 롤플레잉 게임의 하위 장르이지만, 보통 4~8명 내외의 소수 인원이 파티 등을 이루어 진행하는 게임을 일컫는다. MMORPG의 하위개념이다

## 대표적인 게임
- C9
- 던전 앤 파이터
- 그랜드체이스
- 마비노기 영웅전
- 디아블로 III
- 크리티카
- 던전스트라이커